# Infiniti Q30
Infiniti Q30 – samochód osobowy klasy kompaktowej produkowany przez japoński markę Infiniti w latach 2015 - 2019.

## Historia modelu

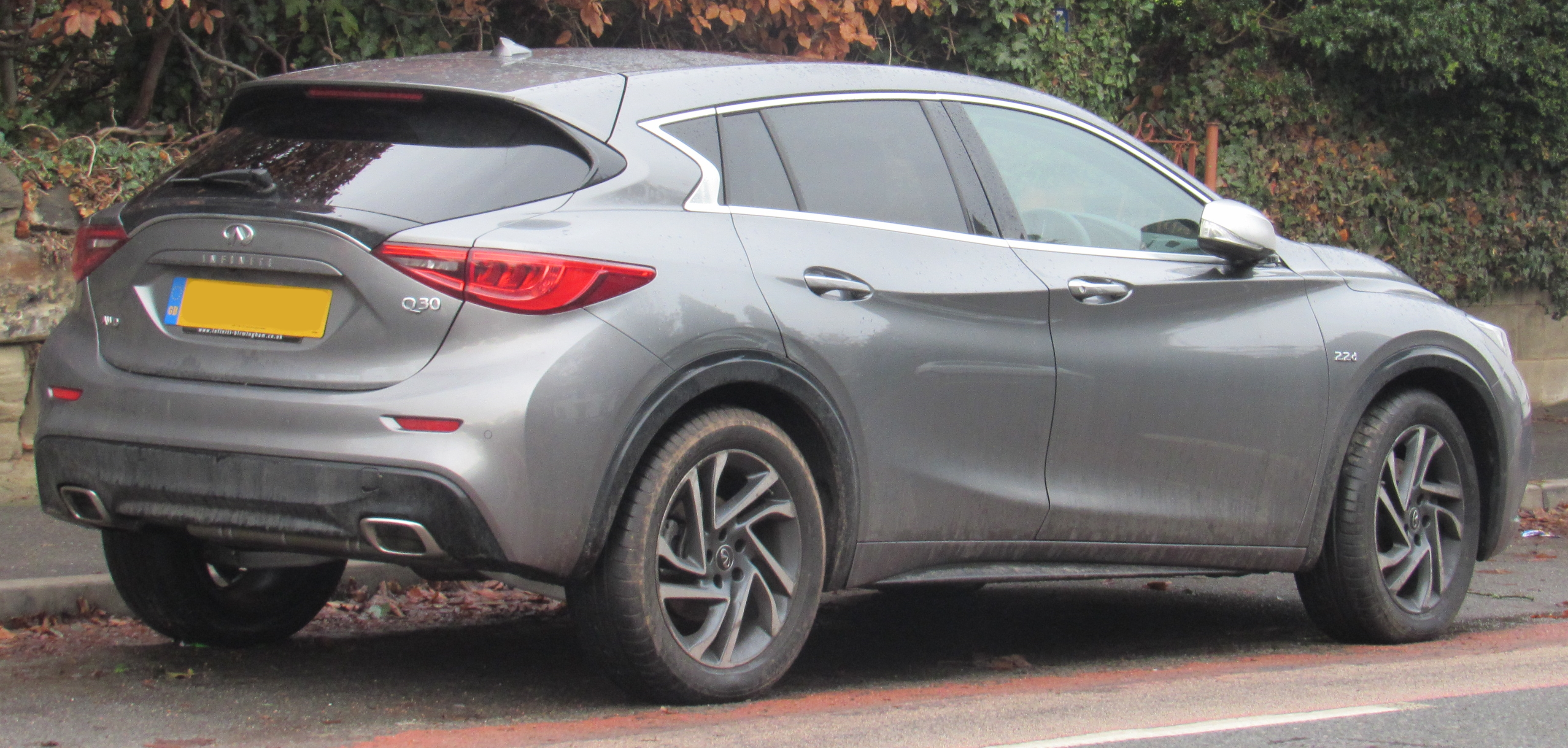
Infiniti Q30 - tył

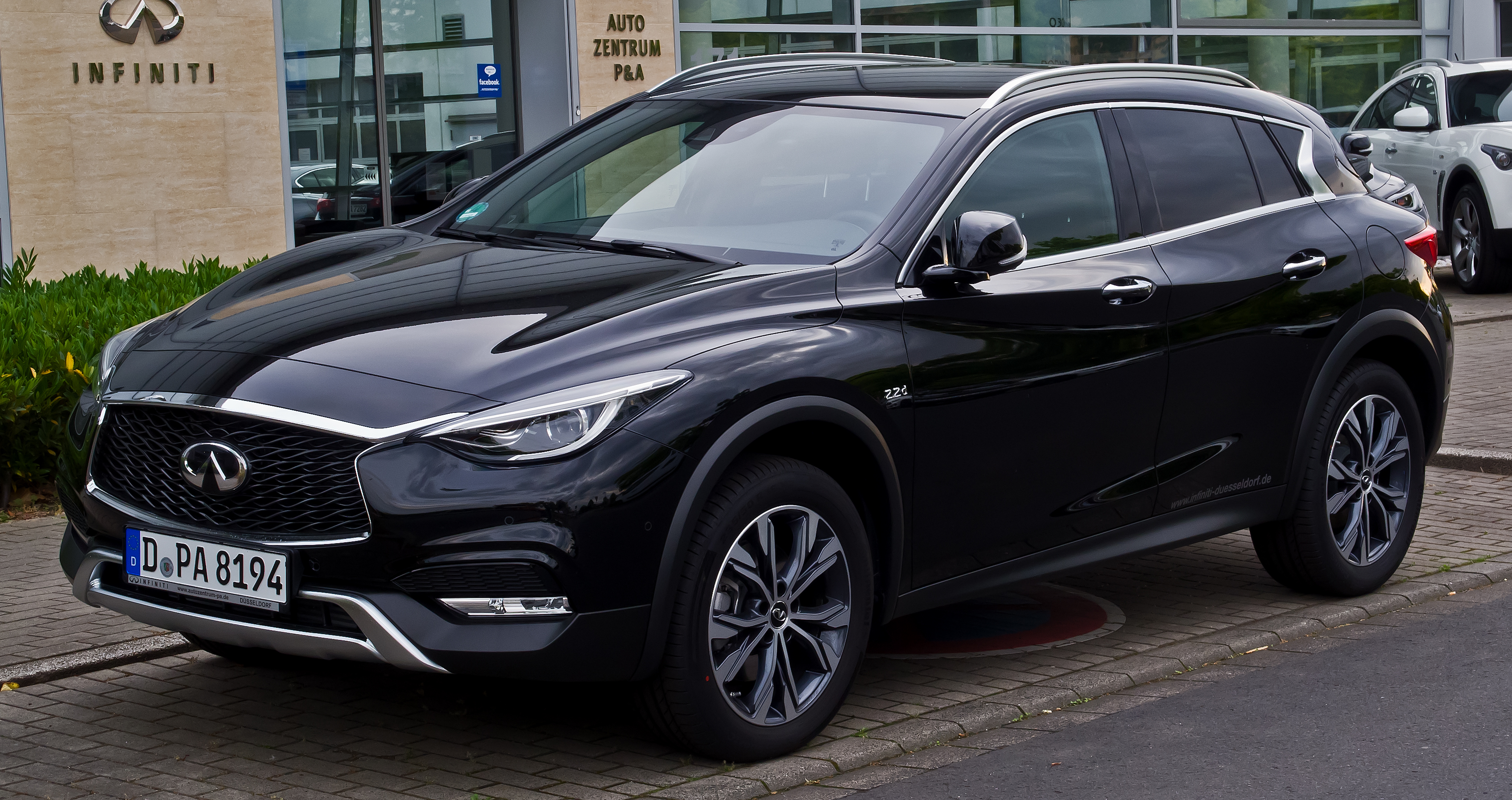
Infiniti QX30

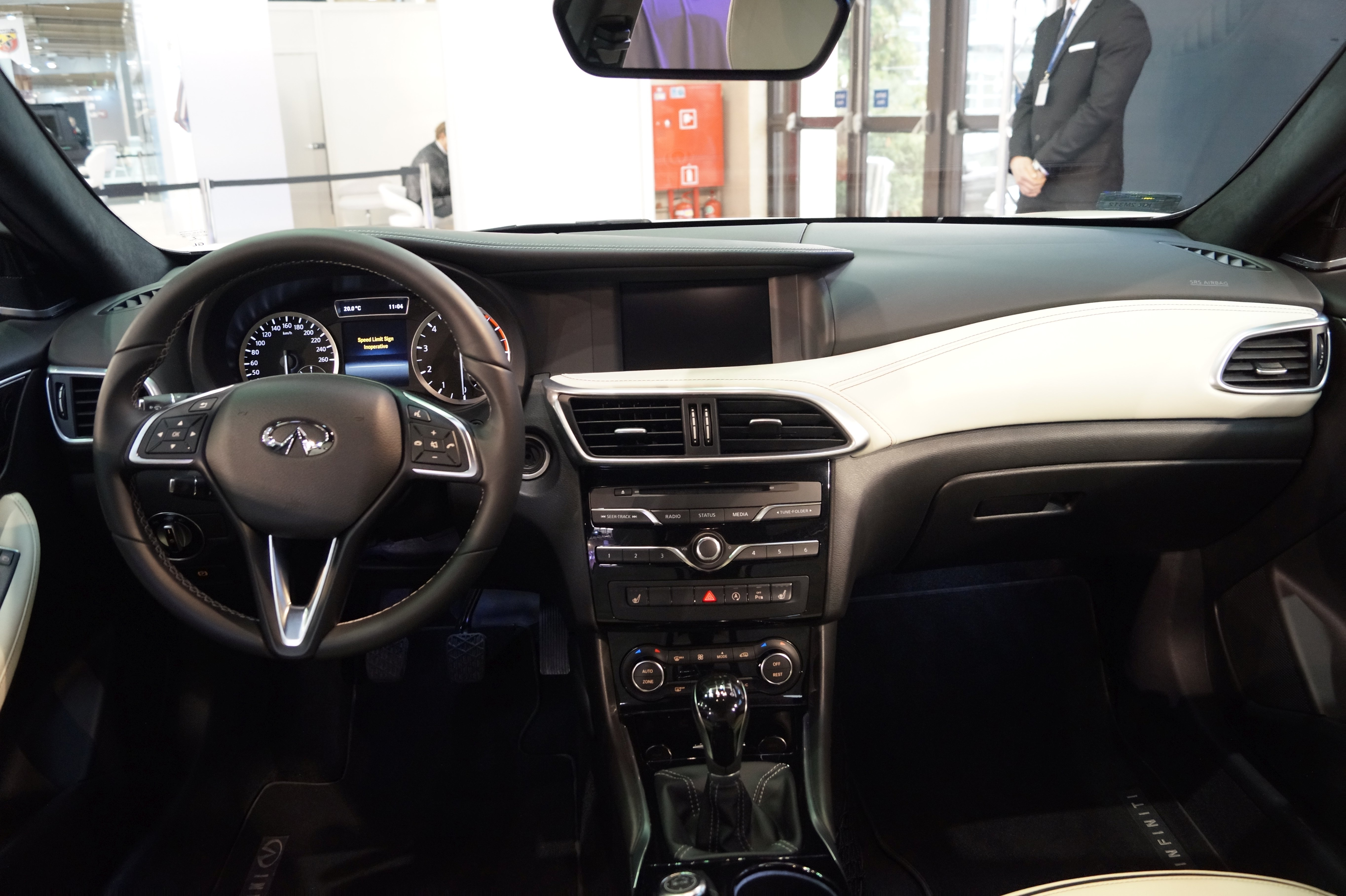
Infiniti Q30 - wnętrze

Samochód po raz pierwszy został zaprezentowany jako koncept podczas targów motoryzacyjnych we Frankfurcie we wrześniu 2013 roku. Premiera wersji seryjnej miała miejsce podczas tych samych targów motoryzacyjnych w 2015 roku. Auto zbudowane zostało na bazie płyty podłogowej stworzonej przez niemiecki koncern Mercedes-Benz we współpracy z francusko-japońskim koncernem Renault-Nissan o nazwie MRA, która wykorzystana została m.in. do zbudowania modelu Mercedes-Benz W176. Samochód otrzymał charakterystyczny dla marki, duży przedni grill, reflektory przednie oraz przetłoczenia na karoserii.
Produkcja pojazdu odbywała się w angielskiej fabryce Nissana w Sunderland od jesieni 2015 roku do połowy 2019 roku. Jednym z powodów, dla których trwała ona niespełna 4 lata okazała się decyzja o wycofaniu marki Infiniti z Europy z początkiem 2020 roku.

### Wersje wyposażeniowe
- Q30
- Premium
- Premium City Black Edition
- City Black Edition
- Premium Tech
- Premium Tech Gallery White
- Premium Tech Café Teak
- Sport
- Sport City Black

Standardowe wyposażenie podstawowej wersji pojazdu obejmuje m.in. klimatyzację manualną, radioodtwarzacz CD/MP3, 7 poduszek powietrznych oraz system FCW ostrzegający przed kolizjami, elektryczne sterowanie szyb, elektryczne sterowanie lusterek oraz podgrzewanie, elektryczne sterowanie dachu, system aktywnej redukcji hałasu (ANC), 2-porty USB, system audio z 6-głośnikami, skórzaną, wielofunkcyjną kierownicę oraz gałkę zmiany biegów, system rozpoznawania głosu, Bluetooth, system informacji i rozrywki z 7-calowym ekranem dotykowym, światła do jazdy dziennej wykonane w technologii LED, system ostrzegający i monitorujący ciśnienie w oponach (TPMS), a także układ ABS z EBD, TCS oraz VDC, a także system ułatwiający ruszanie na wzniesieniu.